# Вальд (Аппенцелль-Аусерроден)
Вальд (нем. Wald AR) — коммуна в Швейцарии, в кантоне Аппенцелль-Ауссерроден. 
Население составляет 860 человек (на 31 декабря 2006 года). Официальный код  —  3036.

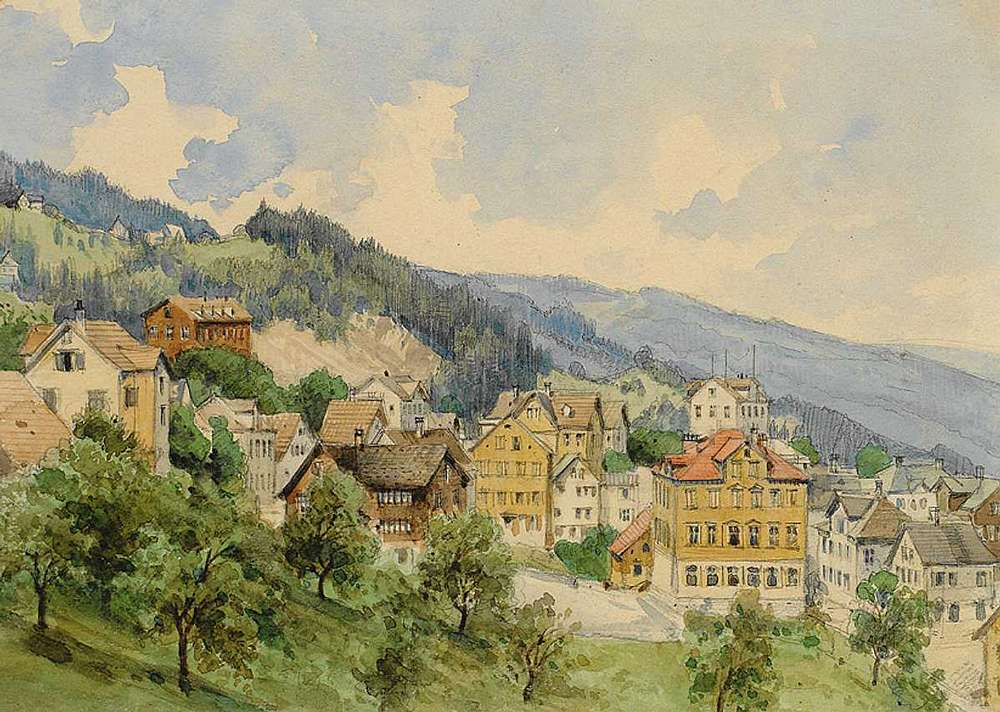
Вальд